# Chapelle-Viviers
 Chapelle-Viviers  es una población y comuna francesa, situada en la región de Poitou-Charentes, departamento de Vienne, en el distrito de Montmorillon y cantón de Chauvigny.

## Demografía
| 478 | 467 | 403 | 404 | 413 | 408 |
| Para los censos de 1962 a 1999 la población legal corresponde a la población sin duplicidades (Fuente: INSEE [Consultar]) |     |     |     |     |     |